# Popowia pachypetala
Popowia pachypetala är en kirimojaväxtart som beskrevs av Friedrich Ludwig Diels. Popowia pachypetala ingår i släktet Popowia och familjen kirimojaväxter. Inga underarter finns listade i Catalogue of Life.